# Liophis tachymenoides
Liophis tachymenoides este o specie de șerpi din genul Liophis, familia Colubridae, descrisă de Werner Theodor Schmidt și Walker 1943. Conform Catalogue of Life specia Liophis tachymenoides nu are subspecii cunoscute.